# Daily News and Analysis
Daily News and Analysis (DNA) fue un periódico indio de gran formato lanzado en 2005 y publicado en inglés desde Bombay, Ahmedabad, Pune, Jaipur, Bangalore e Indore en India. Está dirigido a lectores jóvenes. Es propiedad de Diligent Media Corporation, parte de Essel Group.

## Lanzamiento
Una campaña publicitaria de alto perfil con el lema «Speak up, it's in your DNA» (Habla, está en tu ADN), precedió al nacimiento de Daily News and Analysis, la cual fue contrarrestada por campañas de publicidad de los competidores. La publicidad dio lugar a altas expectativas, al menos para Dance with Shadows, la primera edición del diario, que sin embargo no contenía suficiente material para destacar del resto de periódicos. La competencia entre periódicos en la época que fue lanzado DNA era feroz, con rebajas de precio, ofertas a los directivos de los otros diarios, y otras acciones competitivas.